# Atrebaten

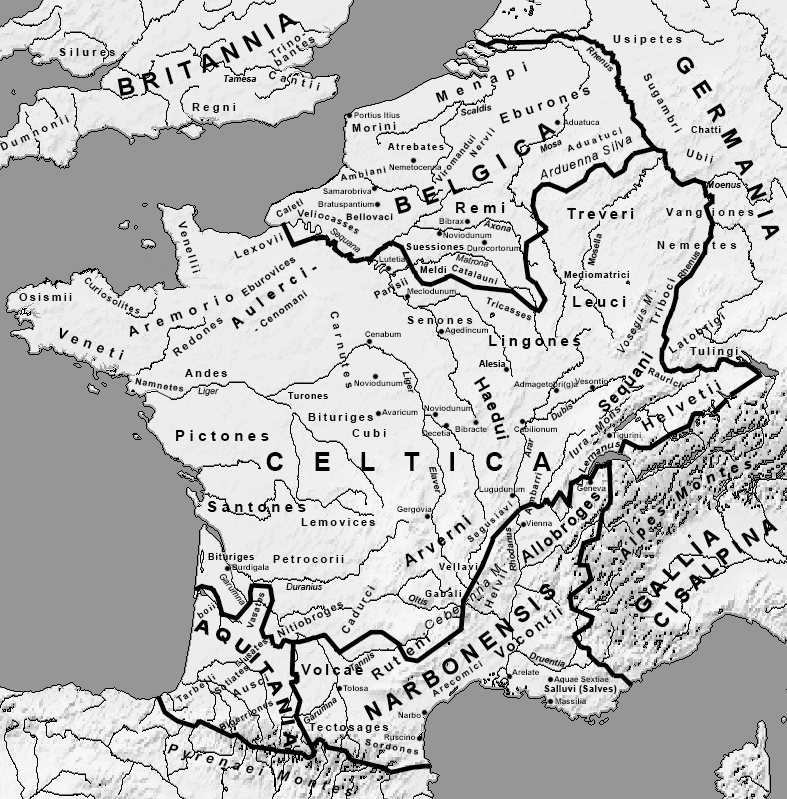
Karte Galliens, 1. Jahrhundert, mit Angabe des Siedlungsgebiets der Atrebaten in der Provinz Gallia Belgica

Ungefährer Siedlungsraum der Atrebaten in Britannien

Die Atrebaten (lateinisch Atrebates, auch Atrebatii) waren ein zu den Belgae gehöriger antiker Volksstamm, ein wohl gallisch-germanisches Mischvolk. 

## Die Atrebaten auf dem gallischen Festland
Zur Zeit des Gallischen Krieges (58–51 v. Chr.) bewohnten die Atrebaten das Gebiet um ihren Hauptort Nemetocenna/Nemetacum, später Atrebatae, das heutige Arras im heutigen französischen Département Pas-de-Calais.
Die Atrebaten widersetzten sich 57 v. Chr. gemeinsam mit den Nerviern und den Viromanduern Caesars Streitmacht, wurden aber von dieser in der Schlacht am Sabis besiegt (der Fluss Sabis wird häufig mit der Sambre, bisweilen aber auch mit der Selle identifiziert). Caesar machte danach Commius zum König der Atrebaten.

## Die Atrebaten in Britannien
Commius wurde aufgrund seines Einflusses auch auf der anderen Seite des Ärmelkanals, in Britannien, 55 v. Chr. als Abgesandter Caesars dorthin geschickt. Nach Caesars Unterwerfung von Gallien wanderte ein von Commius angeführter Teil der Atrebaten um 50 v. Chr. nach Süd-Britannien aus und bildete dort ein eigenständiges Reich. Später herrschten dort Commius’ Söhne als Könige.
Nach der Eroberung Britanniens durch die Römer in der Mitte des 1. Jahrhunderts n. Chr. bildeten die Atrebaten um ihren Hauptort Calleva Atrebatum dort, wie auch die Icener, die Regni und die Briganten römische Klientelkönigreiche (Bundesgenossen).

## Liste der atrebatischen Könige in Britannien
- Commius (57–20 v. Chr.)
- Tincomarus (20 v. Chr.–7 n. Chr.)
- Eppillus (8–15)
- Verica (15–43)